# ساوث فورك (ميزوري)
ساوث فورك (بالإنجليزية: South Fork)‏ هي إحدى المجتمعات الفردية (غير مصنفة) في ولاية ميزوري في الولايات المتحدة الأمريكية.